# كبلر-1229b
كيبلر 1229 بي (بالإنجليزية: Kepler-1229b)‏ هو كوكب خارج المجموعة الشمسية، يقع على بعد 769 سنة ضوئية من الأرض، في كوكبة الدجاجة (كوكبة)، يتبع Kepler-1229.

## الاكتشاف
اكتشف في 2016.